# Raionul Daugavpils
Daugavpils este un raion în Letonia.